# Strobilanthes psilostachys
Strobilanthes psilostachys är en akantusväxtart som beskrevs av Charles Baron Clarke och W.W. Smith. Strobilanthes psilostachys ingår i släktet Strobilanthes och familjen akantusväxter. Inga underarter finns listade i Catalogue of Life.